# Paterberg
El Paterberg —que significa «muro del prado» o «tierra de pastoreo»— es una colina pavimentada de 360 metros conocida por albergar, el primer domingo de abril, al Tour de Flandes, el segundo de los cinco monumentos del ciclismo.
El Paterberg se incluyó por primera vez en la edición de 1986, ganada por el holandés Adrie van der Poel. Desde entonces, ha estado presente en todas las ediciones, siendo además, desde 2012, la última dificultad de la ruta.
Se encuentra en las Ardenas flamencas, cercana a la localidad de Kluisbergen en la provincia belga de Flandes Oriental.
Es más conocido por su ascenso durante las clásicas de Flandes y especialmente durante el Tour de Flandes. Se trata de un camino estrecho y adoquinado de 360 metros de longitud y muy empinado, con un promedio de casi 13 % y un tramo de 20 %. Es una de las subidas más difíciles en el programa de las clásicas, junto con el Koppenberg y el Muur-Kapelmuur. A su vez, el ángulo recto que deben hacer los corredores para tomar la subida, aumenta su dificultad.
Este camino fue construido por un agricultor local que deseaba que el Tour de Flandes pasara por su campo. A partir de 1986 fue incluido en el recorrido y anteriormente se subía una sola vez y lejos de la meta. Desde 2012 con el cambio de llegada a Oudenaarde, el Paterberg es el último ascenso de la carrera,
También aparece regularmente en otras carreras como la E3 Harelbeke y A través de Flandes.